# Юровский, Михаил Владимирович
Михаил Владимирович Юровский (25 декабря 1945, Москва — 19 марта 2022, Берлин) — советский и немецкий дирижёр.

## Биография
Из музыкальной еврейской семьи. Его отец — композитор Владимир Михайлович Юровский, дед — дирижёр Давид Семёнович Блок.
Окончил музыкальное училище при Московской консерватории, где одним из важнейших его педагогов был Д. А. Блюм. Учился в Московской консерватории (теоретический факультет) по классам Л. М. Гинзбурга (оперно-симфоническое дирижирование) и А. И. Кандинского (теория музыки). Работал ассистентом дирижёра (Г. Н. Рождественского) Большого симфонического оркестра Всесоюзного радио и Центрального телевидения, затем дирижёром Московского музыкального театра имени К. С. Станиславского и Вл. И. Немировича-Данченко (1972—1989) и Большого театра.
В 1989 году эмигрировал с семьёй в Германию. В 1989—1996 годах — дирижёр Оперы Земпера в Дрездене. В 1992—1998 годах был главным дирижёром и музыкальным руководителем Филармонического оркестра Северо-Западной Германии. В 1995 году этот оркестр осуществил премьеру неоконченной оперы Дмитрия Шостаковича «Игроки», завершённой композитором Кшиштофом Мейером (1981), с участием солистов Большого театра.
С 1999 года работал в Ростокском народном театре и Филармоническом оркестре Северо-Западной Германии. Был приглашённым дирижёром Симфонического оркестра Берлинского радио и ряда других оркестров (Мальмё, Копенгаген, Оденсе, Буэнос-Айресского симфонического оркестра в театре «Колон»). В 1999—2001 годах — главный дирижёр Лейпцигского оперного театра, с 2006 года — ведущий дирижёр Симфонического оркестра Кёльнского радио.
В 2001 году был номинирован на премию «Грэмми» за записи оркестровой музыки Римского-Корсакова с симфоническим оркестром Берлинского радио. В 2012 году награжден Международной премией Шостаковича.

## Семья
- Жена — Элеонора Дмитриевна Юровская (урождённая Таратута), двоюродная тётя пианиста Дениса Мацуева[8][9].
  - Сыновья — дирижёры Владимир Юровский и Дмитрий Юровский[10]. Дочь — пианистка, концертмейстер и педагог Мария Дрибинская[11].
- Троюродный брат — пианист Леонид Блок, заслуженный артист Российской Федерации.

## Галерея
- Михаил и Элеонора Юровские с внуком
- Михаил и Элеонора Юровские, Наталья Гутман и Максим Михайлов